# Polivinilacetato

Acetato di polivinile

Il polivinilacetato (o colla vinilica) è un adesivo ampiamente utilizzato, spesso noto anche con il nome commerciale Vinavil.

## Composizione
Si tratta di una dispersione di resine polivinil acetato in base acquosa pur esistendo anche collanti PVAc a base di solventi. Ha l'aspetto di un liquido bianco latte e un odore non particolarmente penetrante o fastidioso, caratteristico, leggermente acidulo.

## Usi ed effetti
È una colla poco costosa e non pericolosa per l'uomo. 
Penetra molto a fondo nelle fibre del legno dando incollaggi molto buoni e addirittura più resistenti del pezzo integro del legno stesso. Può essere usata anche per 
l'incollaggio di carta e pelle, ma asciugando, per eliminazione dell'acqua, necessita in ogni caso che almeno una delle due superfici sia porosa e assorbente.
Il collante indurito forma una pellicola soffice, trasparente ed elastica. La colla vinilica fresca può essere diluita in acqua tiepida.
In presenza di acqua o umidità, la colla anche indurita tende a ravvenire ritornando soffice ma non sciogliendosi. Esistono tuttavia delle particolari resine da aggiungere prima dell'incollaggio che permettono di ottenere incollaggi anche resistenti all'acqua.
Attorno ai 180 °C la colla pur in assenza di acqua ravviene tornando completamente liquida come una qualsiasi resina termoplastica.
È da evitare lo stoccaggio in ambienti troppo freddi (sotto zero) in quanto l'acqua potrebbe dissociarsi dalla miscela decantando e calcificando il prodotto.
La scarsa resistenza alle alte temperature e la consistenza gommosa della colla indurita rende difficilmente levigabile o carteggiabile una superficie trattata con tale colla.
Viene usata ampiamente sia nell'incollaggio di listelli di legno per la produzione di pannelli listellari, sedie, telai sia come collante per placcare pannelli in truciolato e MDF con carte, pvc o laminati decorativi. 
Dato che per ottenere un incollaggio valido la parte acquosa deve evaporare completamente o essere assorbita dal pezzo da incollare i pezzi vengono solitamente posti in pressa o sotto morsa. Viene considerato quindi un collante piuttosto lento e quindi inadatto all'incollaggio di bordi con macchine bordatrici automatiche per le quali si usano solitamente collanti hotmelt di tipo EVA o PUR che fanno presa in pochissimi secondi. Un altro aspetto negativo di tale collante è che non sempre è adatto alla placcatura di pannelli con carte decorative molto sottili, infatti le scaglie di legno tipiche dei pannelli in truciolato bagnate possono gonfiarsi rendendo la superficie più ruvida (in gergo il pannello "alza il pelo") e dando al pannello così nobilitato un aspetto a buccia d'arancia.